# موعد زفاف
موعد زفاف هو مسلسل هندي بطولة الممثل بارون سوبتي بدور شارفان والممثلة أنكيتا شارما بدور ساتشي.
تم عرضه لأول مرة بتاريخ 31 مايو في عام 2010 وتم عرض آخر حلقة في 25 فبراير في عام 2011.

## القصة

### مختصر القصة
ساتشي توفى والديها وهي صغيرة وعاشت في بيت خالها البسيط حتى كبرت وأصبحت زوجة خالها تريد أن تزوجها لأي شاب مهما كان فتتعرض لإهانات كثيرة من هذا الموضوع إلى أن يظهر شاب يدعى شارفان من عائلة مرموقة في المجتمع، شاب مستهتر عديم المسئولية تريد عائلته أن تزوجه على أمل أن يصبح ناضجًا.

### القصة كاملة
يحكي المسلسل عن شاب خفيف الظل وعديم المسؤلية يقع بحب فتاه لاتناسبه لكن اهله يجبروه علي التزوج من فتاه اخري (سالي) ويضطر علي القبول الزواج منها ولكنه يقوم بتوقيع عقد معها علي ان يطلقها بعد 6 أشهر بعد ان يعطيها 2,5ميلون روبية لكن زوجته تحبه بجنون لذلك تحاول ايقاعه في حبها بمساعدة صديقها (ياسمينا وبابو) لكنه يعرف بعد ذلك ويغضب منها وذلك بعد ان تتركه حبيبته الاولي ثم تترك زوجته البيت ولكنه يشتاق اليها بجنون ويحاول ارجعاها الي منزله بكل طريقة ممكنة وينجح في ذلك ثم يعترف شمان بحبه الشديد لسالي وانها الفتاه الأفضل لكن ترجع المشكلة الاساسية ان شمان شاب غير مسؤل فهو يتصرف بدون وعي حيث ان عائلته تعرف بالعقد فيحاول كل من والده وزوجته اصلاحه ويقوم والده بتطرده من المنزل وابعاده عن سالي وذلك بعد توقيعه اوراق الطلاق المؤقت حيث انه بعد 30 يوم اذ لم يقوم باحضار 100 الف روبية يترك سالي الي الابد ويتزوجها شخص اخر (امير) لكن شمان يحاول كسب الاموال بكل الطرق وينجح بالحصول عليها لكن امير يثبت ان شمان حصل عليها الاموال بالغش وان امير يستحق الزواج من سالي ولذلك يهرب شمان وسالي ويقعوا في الكثير من المشاكل لكن يساعدهم حبهم القوي علي الخروج منها الي ان يحدث بينهم شجار عنيف ينهي بغضب سالي وتترك الفندق وفي الطريق يحدث لها حادث عنيف فتفقد ذكرتها بشكل جزئي أي انها تتذكر اشياء طفولتها لكن لا تتذكر زواجها ثم يحاول شمان مساعدتها لكنها تنسي كل شئمرة اخري بعد كل 24 ساعة لكن شمان الذي يحبها بجنون يقف بجنبها ويستخدم الكاميرا والصور والفيديوهات لتذكرها بكل شئ....ويمر سنتين ولكن شمان يظل بجانب سالي بسبب حبه القوي لها ويتحمل مسؤلية حبهم وزواجهم.

## الممثلين
| الممثل          | الدور                    |
| --------------- | ------------------------ |
| بارون سوبتي     | شارفان جايسوال           |
| أنكيتا شارما    | ساتشي شارفان جايسوال     |
| كريستال دي سوزا | تارا حبيبة شارفان الأولى |

## ترشيحات وجوائز
- رُشح: إلى أفضل سلسلة دراما خيال.
- رُشح: إلى أفضل ممثل بارون سوبتي.[2]